# Porte-musc nain
Moschus berezovskii
Espèce
Statut de conservation UICN

 EN  : En danger
Le Chevrotain porte-musc nain (Moschus berezovskii) est une espèce de mammifères de la famille des Moschidae. Ce mammifère herbivore fait partie des sept espèces du genre Moschus.

## Répartition
Moschus berezovskii se rencontre dans le centre et le Sud de la Chine dans les provinces de Shaanxi, du Gansu et du Henan, au sud de sud-est du Tibet, Yunnan, Guangxi, Guangdong et du Jiangxi. Son aire s'étend le long de la chaîne de l'Himalaya oriental et dans le Nord du Viêt Nam. Il est également fait mention de sa présence en République démocratique populaire du Laos, mais ceci n'a pas encore été prouvé. Cette espèce habite les forêts de conifères ou de feuillus ainsi que les forêts mixtes et les zones arbustives à des altitudes élevées (2 000 à 3 800 m). Au Viêt Nam, il vit dans des habitats karstiques.

## Biologie
Le porte-musc nain est plus actif entre le crépuscule et l'aube alternant les moments de repos et d'alimentation. Son régime alimentaire se compose principalement de feuilles, d'herbes, de mousses, de lichens, de jeunes pousses et de brindilles. C'est un animal timide et sédentaire qui vit dans un domaine vital bien défini tout au long de l'année. Les mâles utilisent leur grande glande de musc pour marquer leur territoire et attirer les femelles. Quand il repère un danger, il s'enfuit en effectuant des bonds en changeant constamment de direction. Il est capable de sauter dans les arbres pour y cueillir les feuilles et les bourgeons.
La gestation dure environ six mois et demi, après laquelle naissent entre un et deux petits. Au cours des deux premiers mois, les jeunes cerfs se cachent dans des endroits isolés, indépendamment de leurs mères, sauf lorsqu'elles les alimentent. Ils sont sevrés au bout de 3 à 4 mois et atteignent leur maturité sexuelle à 24 mois. L'espérance de vie de l'espèce est de 20 ans au maximum.
Les principaux prédateurs du porte-musc nain sont le Léopard, la Martre à gorge jaune, le Renard, le Loup, le Lynx et en particulier l'Homme.

## Population

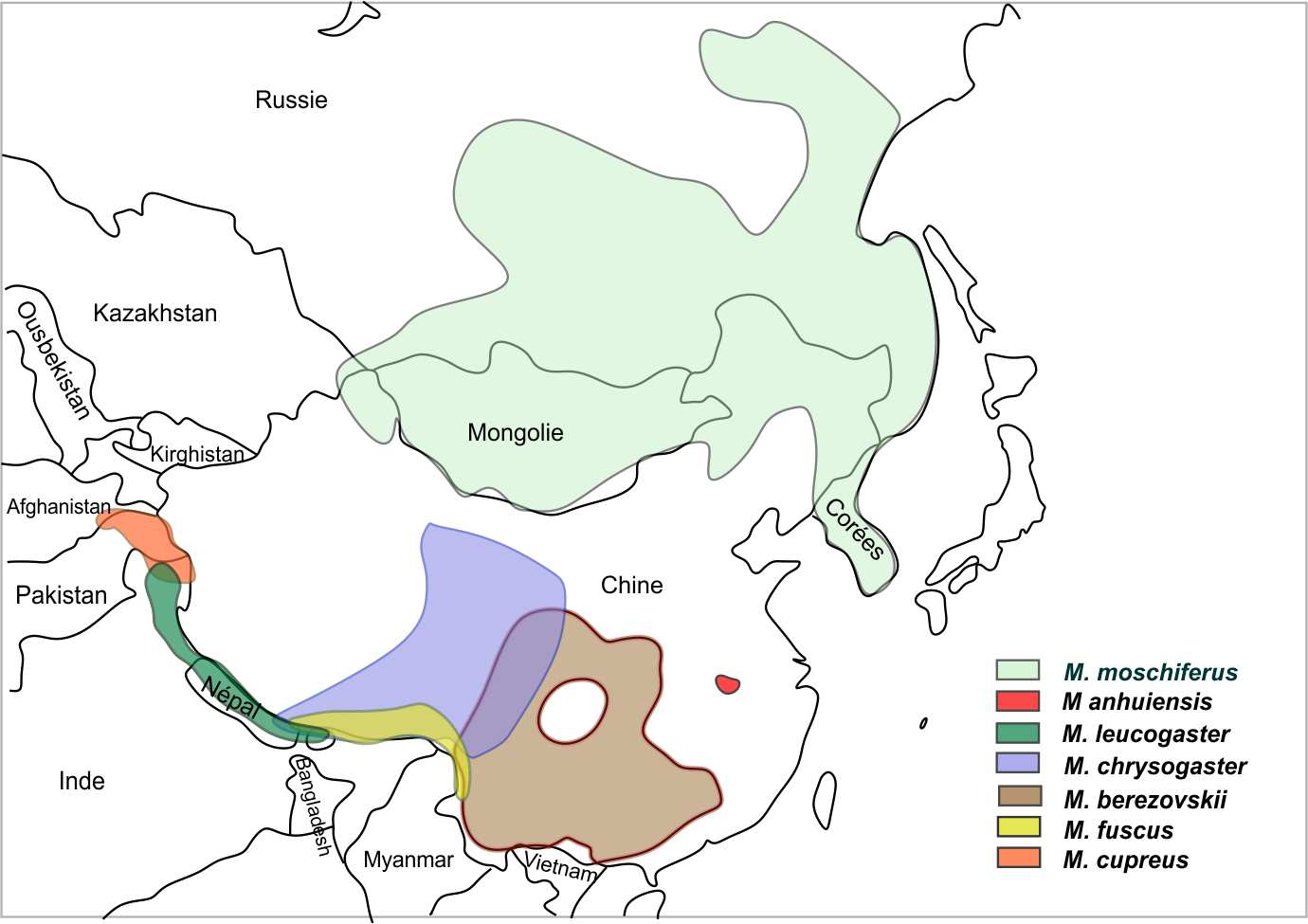
Carte de répartition des sept espèces de Moschus (M. berezovskii en beige).

Estimer la taille des populations ou les tendances pour le porte-musc est très difficile, et a rarement été fait de façon satisfaisante. Les estimations de population sur des zones à grande échelle sont sujettes à des incertitudes considérables (et cela est exacerbé en Chine par l'incertitude sur la taxonomie). Dans les années 1960, la population de Chine a été estimée à plus d'un million, en 1978-1980 à moins de 600 000 et en 1992 entre 100 000 et 200 000. Cependant, la base de ces estimations est incertaine, bien que la tendance à un fort déclin soit susceptible d'être correcte. À la fin des années 1990, la population du Viêt Nam a été estimée à 200, mais l'espèce y est aujourd'hui très rare.

## Menaces
Le musc produit par le porte-musc alpin est très apprécié pour ses propriétés cosmétiques et pharmaceutiques présumés, et se vend à près de 45 000 $ par kilogramme sur le marché international. Bien que ce musc, présent chez les mâles, peut être extrait d'animaux vivants, l'espèce est très menacée par une chasse excessive. Ce braconnage est relativement facile à réaliser et difficile à arrêter en utilisant uniquement des moyens légaux.
Le porte-musc nain semble également exiger une végétation dense, soit sous la forme de forêts ou zones arbustives intactes. La population du Vietnam est fortement chassée par les populations locales pour les produits pharmaceutique, et cette chasse semble persister dans le pays dans quatre localités.

## Parasites
Comme la plupart des animaux, le porte-musc alpin héberge des parasites. En 2021, une étude a montré que dix espèces du genre Eimeria (protozoaires Apicomplexa) infectaient son tube digestif.

## Liste des sous-espèces
Selon GBIF (8 juin 2024) :
- Moschus berezovskii berezovskii Flerov, 1929
- Moschus berezovskii bijiangensis Wang & Li, 1993
- Moschus berezovskii caobangis Dao, 1969
- Moschus berezovskii yanguiensis Wang & Ma, 1993

## Classification
Le nom valide complet (avec auteur) de ce taxon est Moschus berezovskii Flerov (d), 1929.
Ce taxon porte en français le nom vernaculaire ou normalisé suivant : Porte-musc de forêt.